# Andrena orientaliella
Andrena orientaliella är en biart som beskrevs av Osytshnjuk 1986. Andrena orientaliella ingår i släktet sandbin, och familjen grävbin. Inga underarter finns listade i Catalogue of Life.